# Montaña rusa giratoria

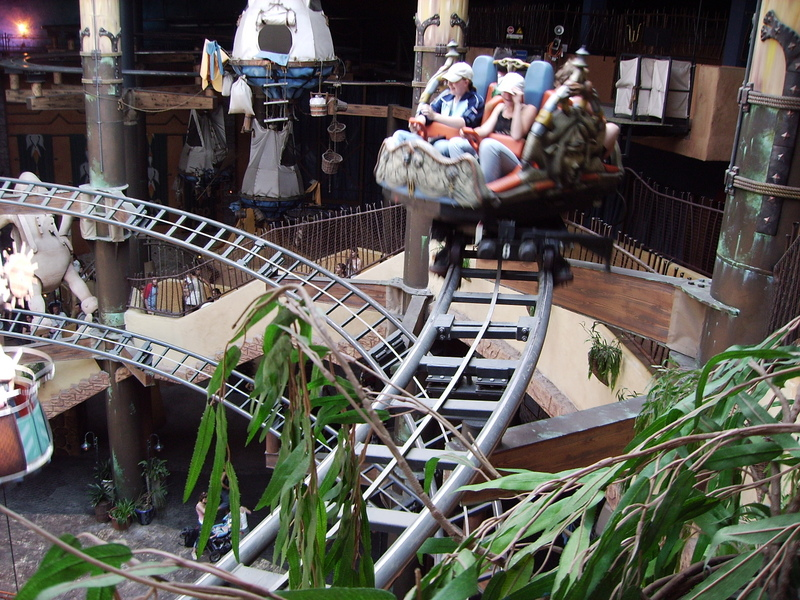
Winja's Fear & Force en Alemania

Una montaña rusa giratoria es aquella en la que los coches que realizan el recorrido pueden girar respecto a la vía según un eje vertical. Suelen tener recorridos con curvas y pendientes sinuosas, no tienen gran altura (unos 15-20 metros de media) y un recorrido de 400 metros aproximadamente. También tienen bastantes frenos intermedios para controlar la velocidad. Los arneses suelen consistir en una barra que se apoya sobre las piernas, y además tienen un soporte para agarrarse. Este tipo de montaña rusa no suele tener inversiones.
Muchas montañas rusas de tipo wild mouse tienen coches que giran, a veces a partir solo de un punto situado a la mitad del recorrido, con lo que pertenecen a ambas categorías: wild mouse giratoria.